# راشد رضوان
راشد رضوان (بالإسبانية: Rashed Radwan)‏ هو مخرج إسبانية، ومنتج وكاتب عراقي الأصل. «الهدف: قلب العراق», «غزة إبادة جماعية» «السوق البشري» و «العراق على حافة الحرب الأهلية» من بين الأفلام الوثائقية التي أخرجها راشد.

## أفلامه
Ø المدير العام والإبداعي، أفلام النزاع S.L «قلب العراق»
Ø المخرج المفوض «شاهد» الجزيرة الإنجليزية
Ø مخرج «البطل العرضي» (العراق) قناة الجزيرة الإنجليزية
Ø مخرج «مدينة الأرامل» (العراق) قناة الجزيرة الإنجليزية
Ø مخرج «حراس عدن» (العراق) قناة الجزيرة الإنجليزية
Ø مخرج «غزة الإبادة الجماعية» (غزة)
Ø مخرج «موسيقى فادو» (البرتغال) قناة الجزيرة الإنجليزية
Ø مخرج «بلاط السرقة» (البرتغال) قناة الجزيرة الإنجليزية
Ø مخرج «المقاتلة في منطقة خطر» (العراق) قناة الجزيرة الإنجليزية
Ø مخرج «مدينة الأرامل» (العراق) قناة الجزيرة الإنجليزية
Ø مخرج «حراس عدن», (العراق) قناة الجزيرة الإنجليزية
Ø مخرج «درس في الصراع/العراق»، مؤسسة قطر/AJE
Ø المخرج والسيناريست «من شارع المتنبي»

## الجوائز
- جائزة خاصة من لجنة التحكيم من مهرجان ملقا السينمائي الدولي عن فيلمه «قلب العراق»
- أفضل فيلم وثائقي في مهرجان بامبلونا السينمائي أيضاً على «قلب العراق»
- أفضل فيلم وثائقي، مهرجان «أوجو كوجو» السينمائي، بدعم من اليونسكو

## وصلات خارجية
- راشد رضوان على موقع IMDb (الإنجليزية)
- راشد رضوان على موقع قاعدة بيانات الفيلم (الإنجليزية)